# Phoma frangulae
Phoma frangulae är en lavart som beskrevs av Oudem. 1898. Phoma frangulae ingår i släktet Phoma, ordningen Pleosporales, klassen Dothideomycetes, divisionen sporsäcksvampar och riket svampar.   Inga underarter finns listade i Catalogue of Life.